# 鄭慶雲 (正德進士)
鄭慶雲（1492年—1538年），字舜祥，號劍溪，福建南平縣人。明朝政治人物。

## 生平
正德九年（1514年）甲戌科進士，授潛山知縣，改南昌縣，正德十六年（1521年）八月擢南京禮科給事中，嘉靖元年十一月劾罢南京兵部尚书廖纪，引疾歸，遭父喪，八年十二月以养病遭父丧，起复违限，诏下法司问，十一年二月夺职闲住，坐请告不候命輙归，及守制复不赴京关领勘合，嘉靖十七年卒，年四十七歲。